# Ruth Beitia

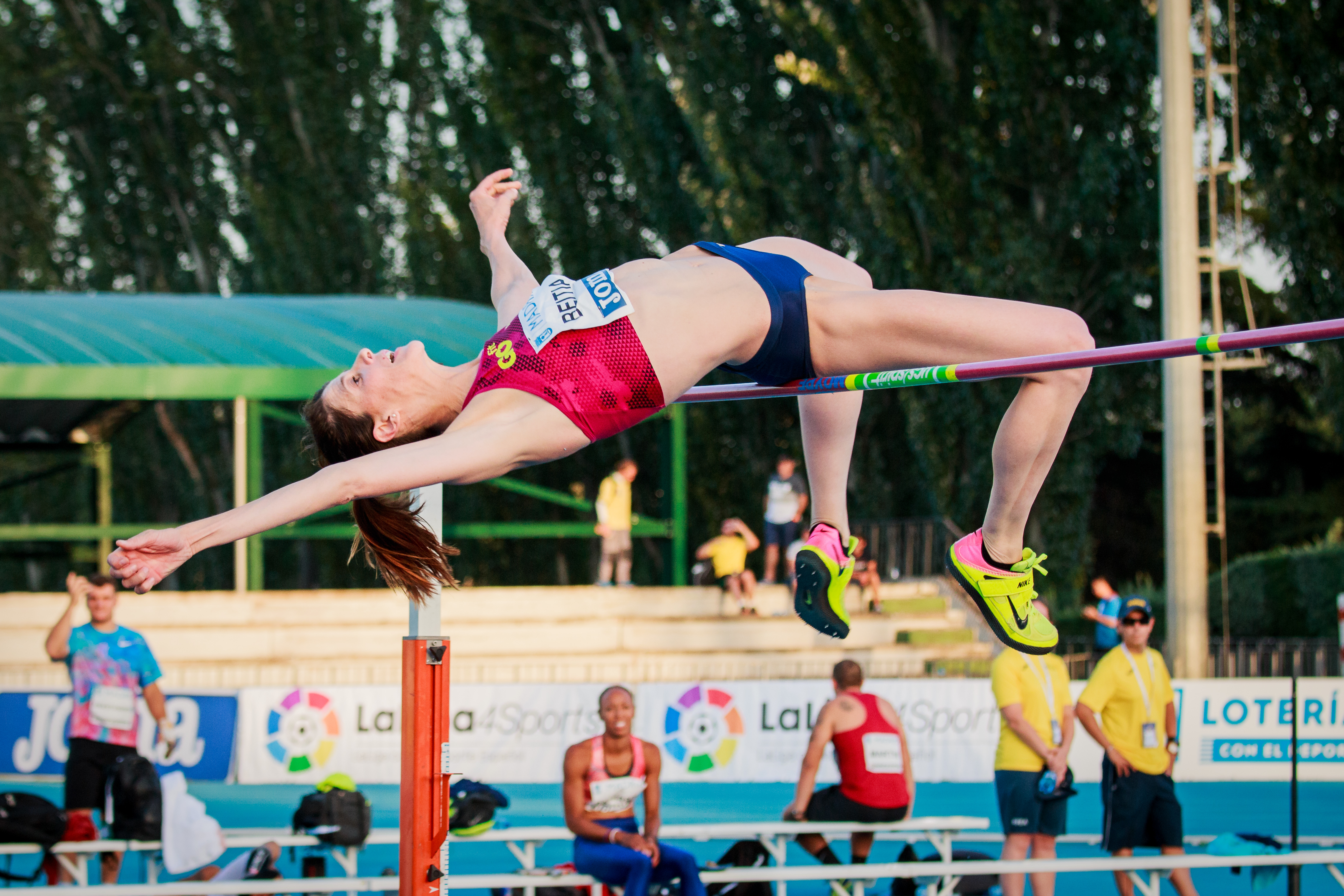
Ruth Beitia 2017

Ruth Beitia Vila (* 1. April 1979 in Santander) ist eine ehemalige spanische Leichtathletin, die zu den weltbesten Hochspringerinnen gehörte. Sie wurde 2012, 2014 und 2016 Europameisterin sowie 2013 Halleneuropameisterin. Bei den Olympischen Spielen 2016 in Rio de Janeiro errang sie im Alter von 37 Jahren die Goldmedaille, womit sie die älteste Hochsprung-Olympiasiegerin der Geschichte ist.

## Karriere

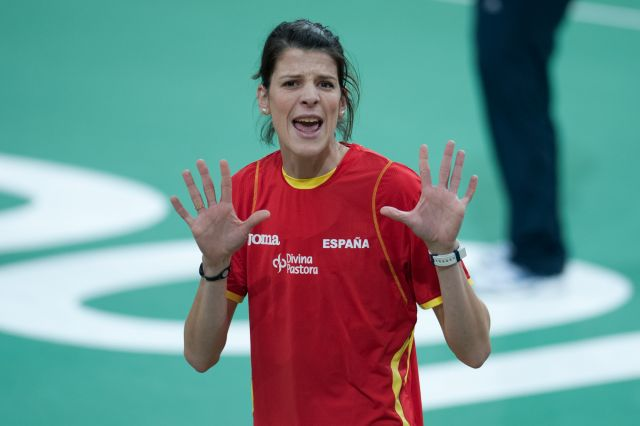
Bei den Hallenweltmeisterschaften 2010 in Doha gewann Ruth Beitia Silber.

Ruth Beitia begann bereits mit zehn Jahren mit dem Hochsprung, bis 1996 steigerte sie sich jedes Jahr um mindestens fünf Zentimeter von 1,29 m im Jahr 1989 auf 1,85 m 1996. 1998 stellte sie mit 1,89 m ihren ersten spanischen Rekord auf, den sie mit acht Rekordsprüngen bis 2007 auf 2,02 m verbesserte. 1996 nahm sie an den Juniorenweltmeisterschaften teil, schied aber in der Qualifikation aus. Nach dem neunten Platz bei den Junioreneuropameisterschaften 1997 belegte sie bei den Juniorenweltmeisterschaften 1998 den achten Platz. 2001 hatte sie bei den Hallenweltmeisterschaften ihren ersten Finalplatz erreicht. In der Freiluftsaison 2001 siegte sie mit 1,87 m bei den U23-Europameisterschaften.
Seit Ruth Beitia bei den Halleneuropameisterschaften 2005 in Madrid die Silbermedaille hinter der Russin Anna Tschitscherowa gewann, verpasste sie bis 2012 nur noch zweimal ein großes Finale: bei den Freiluftweltmeisterschaften 2005 und 2011. Sie siegte aber 2005 mit 1,95 m bei den Mittelmeerspielen in Almería. Seit 2006 belegte Beitia beim Saisonhöhepunkt in der Halle immer einen Platz unter den besten sechs Springerinnen und gewann sechs Medaillen, im Freien war der vierte Platz bei den Weltmeisterschaften 2009 ihre beste Platzierung, bis sie 2012 den Europameistertitel in Helsinki gewann. Bei den Olympischen Spielen kurz darauf in London wurde sie Vierte. Im März 2013 gewann sie bei den Halleneuropameisterschaften im schwedischen Göteborg die Goldmedaille im Hochsprung. 2014 in Zürich und 2016 in Amsterdam verteidigte sie ihren Titel als Europameisterin. Bei den Olympischen Spielen 2016 in Rio de Janeiro krönte sie ihre lange Karriere mit dem Gewinn der Goldmedaille. Sie siegte mit einer Höhe von 1,97 m vor der Bulgarin Mirela Demirewa und der Kroatin Blanka Vlašić. Bei den Leichtathletik-Halleneuropameisterschaften 2017 in Belgrad gewann Beitia ihre vierte Silbermedaille bei Halleneuropameisterschaften und musste sich nur der Litauerin Airinė Palšytė geschlagen geben. In der Freiluftsaison gelang es ihr nur mühsam, die Qualifikationsnorm von 1,94 m für die Weltmeisterschaften 2017 zu erbringen. Dort gelang ihr es, sich für das Finale zu qualifizieren, sie schied dort aber bereits nach der zweiten Höhe aus und wurde damit Zwölfte.
Am 18. Oktober 2017 verkündete Beitia das Ende ihrer sportlichen Karriere. Beitia war spanische Meisterin im Freien 2003 und von 2006 bis 2011, in der Halle gewann sie bis 2012 zehn Meistertitel. Bei einer Körpergröße von 1,91 m betrug ihr Wettkampfgewicht 72 kg. Ihre Schwester Inmaculada Beitia war Dreispringerin mit einer Bestweite von 13,43 m.
Im Februar 2019 entzog das Internationale Olympische Komitee der Russin Swetlana Schkolina die olympische Bronzemedaille von 2012. Nachdem der Internationale Sportgerichtshof diese Entscheidung im April 2021 bestätigt hatte, ging diese an die ursprünglich viertplatzierte Beitia.

## Ehrungen
Am Abschlusstag der Weltmeisterschaften 2017 in London wurde sie vom Leichtathletik-Weltverband (IAAF) mit dem Fair Play Award ausgezeichnet.

## Platzierungen

### Olympische Spiele
- 2004: Qualifikation 16. mit 1,89 m
- 2008: Finale 3. mit 1,96 m
- 2012: Finale 4. mit 2,00 m
- 2016: Finale 1. mit 1,97 m

### Weltmeisterschaften
- 2003: Finale 11. mit 1,90 m
- 2005: Qualifikation 19. mit 1,88 m
- 2007: Finale 6. mit 1,97 m
- 2009: Finale 4. mit 1,99 m
- 2011: Qualifikation 16. mit 1,92 m
- 2013: Finale 3. mit 1,97 m
- 2015: Finale 5. mit 1,99 m
- 2017: Finale 12. mit 1,88 m

### Europameisterschaften
- 2002: Finale 11. mit 1,85 m
- 2006: Finale 9. mit 1,92 m
- 2010: Finale 6. mit 1,95 m
- 2012: Finale 1. mit 1,97 m
- 2014: Finale 1. mit 2,01 m
- 2016: Finale 1. mit 1,98 m

### Hallenweltmeisterschaften
- 2001: Finale 7. mit 1,93 m
- 2003: Finale 5. mit 1,96 m
- 2004: Qualifikation 9. mit 1,93 m
- 2006: Finale 3. mit 1,98 m
- 2008: Finale 4. mit 1,99 m
- 2010: Finale 2. mit 1,98 m
- 2012: Finale 6. mit 1,95 m
- 2014: Finale 3. mit 2,00 m
- 2016: Finale 2. mit 1,96 m

### Halleneuropameisterschaften
- 2005: Finale 2. mit 1,99 m
- 2007: Finale 3. mit 1,97 m
- 2009: Finale 2. mit 1,99 m
- 2011: Finale 2. mit 1,96 m
- 2013: Finale 1. mit 1,99 m
- 2015: Finale 5. mit 1,94 m
- 2017: Finale 2. mit 1,94 m